# Gerhard Zotter
Gerhard Zotter (* 24. April 1941) ist ein ehemaliger österreichischer Judoka.

## Sportliche Karriere
Der 1,69 m große Gerhard Zotter von ASKÖ Graz war 1962 österreichischer Juniorenmeister im Leichtgewicht. 1963 trat er bei den Europameisterschaften in Genf im Leichtgewicht der Amateure an und erhielt eine Bronzemedaille.
1964 stand der Judosport erstmals auf dem olympischen Programm. Bei dem olympischen Turnier in Tokio gab es im Leichtgewicht acht Gruppen mit drei oder vier Kämpfern, aus denen jeweils der Sieger in die Finalrunde aufstieg. Zotter hatte die einzige Gruppe mit vier Kämpfern erwischt. Er gewann seine Kämpfe gegen Vicente Uematsu von den Philippinen durch Schenkelwurf (Uchi-mata), Oscar Karpencopf aus Argentinien durch Haltegriff (Kesa-Gatame) und René Arredondo aus Mexiko durch Haltegriff (Kinsa). Im Viertelfinale unterlag Gerhard Zotter dem Schweizer Eric Hänni durch Uchi-mata. Zotter wird gemeinsam mit den anderen Unterlegenen des Viertelfinales als Fünfter im Leichtgewicht geführt. 1965 war Zotter Österreichischer Meister in der Gewichtsklasse bis 70 Kilogramm, 1966 in der Gewichtsklasse bis 63 Kilogramm.
Er arbeitet als Oberinspektor bei der Polizei Steiermark bis zu seiner Pension.